# مرد آهنی ۳ (موسیقی متن)
«مرد آهنی ۳» (انگلیسی: Iron Man 3) موسیقی متن فیلمی به همین در دنیای سینمایی مارول است که توسط برایان تایلر ساخته شده است.